# Pilaf
Pilaf (fra tyrkisk pilav) er en risret, der oprindeligt kommer fra Sydasien og Persien.
Retten bliver tilberedt af langkornede ris kogt i krydret fond i en gryde eller pande. I nogle tilfælde bliver risen ristet i olie eller smør med forskellige krydderier, inden fond tilsættes. Retten kan indeholde løg, kød, grøntsager, tørret frugt og en blanding af krydderier. Afhængig af det lokale køkken bliver de forskellige ingrediensene tilføjet under tilberedningen, eller efter at retten er færdig.
Pilaf og lignende retter kendes fra Balkan, Mellemøsten, Kaukasus, Centralasien, Sydasien, Østafrika, Indien, Latinamerika og Caribien. Risretten er hverdagsmad og nationalret i de afghanske, armenske, aserbajdsjanske, baluchiske, bukhari-jødiske, iranske, pakistanske, swahiliske (kenyanske og tanzanianske), usbekiske, tadsjikiske og tyrkiske køkkener.